# Italie aux Jeux européens de 2015
L'Italie participe aux Jeux européens de 2015. Elle fait partie des 50 nations prenant part à la première édition de cette compétition.
Sa délégation comporte 295 athlètes.
| Stefano Spada            |  | Giuseppe Soria |  |  |
| Mateo Marucci            |  | Gabriele Gori  |  |  |
| Giuseppe Platania        |  | Paolo Palmacci |  |  |
| Dario Ramaciotti         |  | Simone Marinai |  |  |
| Francesco Corosiniti (C) |  | Andrea Carpita |  |  |

| Giulia Cantoni   |  | Elisa Marchio      |  |  |
| Assunta Galeone  |  | Valentina Moscatt  |  |  |
| Odette Giuffrida |  | Giulia Quintavalle |  |  |
| Edwige Gwend     |  |                    |  |  |